# Collada de Canòlic
Collada de Canòlic är ett bergspass i Andorra, på gränsen till Spanien. Det ligger i den sydvästra delen av landet. Collada de Canòlic ligger 1 898 meter över havet. En serpentinväg går över passet.
Den högsta punkten i närheten är 2 766 meter över havet, 7,8 kilometer nordväst om Collada de Canòlic. Närmaste större samhälle är Sant Julià de Lòria, 3,7 kilometer öster om Collada de Canòlic. 
I trakten runt Collada de Canòlic växer i huvudsak blandskog.